# Apologeticum
L'Apologeticum è un'opera di Tertulliano, scritta in latino nel 197. L'autore voleva far conoscere l'essenza del cristianesimo per evitare che venisse condannato a causa della sua scarsa notorietà. Questo libro apologetico fu probabilmente redatto in diverse versioni; è l'unico dei suoi testi ad essere sopravvissuto in molti manoscritti, fatto che indica un'ampia diffusione. Come suggerisce il titolo, questo scritto aveva lo scopo di difendere il cristianesimo.

## Genere letterario, fonti e destinatari
Il genere letterario dell'apologetica cristiana si sviluppò come difesa dalle persecuzioni che divampavano in alcune parti dell'Impero romano, ma anche dagli attacchi dei filosofi e dalle maldicenze delle masse. Forme preliminari si trovano già nel Nuovo Testamento (Luca 12:11-12; Atti 22:1; Atti 26:1-2.24, ecc.), ma anche negli ebrei greci, in particolare Flavio Giuseppe (Contra Apionem). Queste e le prime apologie cristiane in greco fornirono a Tertulliano la struttura di base, molti temi ed esempi per sviluppare la sua opera. Egli prese molto dalla Prima e Seconda apologia dell'erudito san Giustino martire.
L'opera si concentra su vari argomenti e si rivolge quindi a diversi gruppi di lettori[6]: l'illiceità della persecuzione dei cristiani deve essere dimostrata all'imperatore e ai governatori romani; viene intrapresa una competizione intellettuale con i filosofi pagani. Tuttavia, anche la coesione interna della comunità cristiana doveva essere rafforzata.

## Contenuti e argomenti principali
L'Apologeticum si concentra su argomenti molto diversi e Tertulliano utilizza anche dispositivi stilistici molto differenziati per presentare le sue tesi. Da un lato, viene mostrato tutto l'armamentario dell'arte polemica: la posizione avversaria viene ridicolizzata e i suoi rappresentanti screditati moralmente. D'altra parte, ci sono anche luoghi che si dedicano alla retorica forense e persino passaggi sentimentali.
Nel complesso, il testo è suddiviso principalmente nei seguenti temi:
- l'ingiustizia (giuridica) dell'azione contro i cristiani (Apol. 1-6);
- risposta all'accusa di aver commesso crimini in segreto, in particolare infanticidio e incesto (Apol. 7-9);
- l'età superiore della religione cristiana (Apol. 17-21). Tertulliano rivendica l'età del giudaismo e dell'Antico Testamento in quanto facenti parte del cristianesimo. Anche l'affermazione che i poeti e i filosofi greci avevano attinto all'Antico Testamento rientra in questo contesto (Apol. 42.2). Tertulliano poté trovare queste idee in Flavio Giuseppe (Contra Apionem, I.I 60[12]-218[23]), così come nelle Apologie di Giustino.
- demonologia (Apol. 22-23): Atque adeo dicimus esse substancies quasdam spirituales ... daemonas... ("E affermiamo che esistono alcune sostanze spirituali...demoni...) (Apol. 22.1)

Tertulliano conferma l'esistenza di demoni che producono illusioni e danneggiano le persone. Solo il cristianesimo può combatterli e la pronuncia del nome di Cristo li scaccia (Apol. 23.15).
- l'impero romano e l'imperatore romano (Ap 15,34). Tertulliano respinge fermamente l'accusa che il cristianesimo volesse danneggiare l'Impero romano o l'imperatore. Al contrario, le preghiere dei cristiani contribuirono a ritardare l'enorme catastrofe che minacciava l'Impero romano;
- il cristianesimo e le scuole filosofiche (Apol. 46-50). A differenza degli apologeti greci, Tertulliano si distingue nettamente dal mondo pagano dell'educazione: se i filosofi nel migliore dei casi cercano la verità, i cristiani si occupano della loro salvezza (Apol. 46.7), un approccio fondamentalmente diverso. Tuttavia, non rifugge dalla polemica quando mette in fila in modo arbitrario e contraddittorio diversi approcci filosofici (Apol. 47.6) e accusa Socrate di essere un corruttore di adolescenti (Apol. 46.10).

## Tradizione ed eredità
L'Apologeticum è strettamente legato, parola per parola, a un'altra opera apologetica, l'Octavius di Minucio Felice, scritta poco tempo dopo l'opera di Tertulliano. Questa opinione è prevalsa dopo lunghe discussioni tra gli esperti. Tuttavia, anche altri scrittori come Cipriano di Cartagine, Arnobio il Giovane e Lattanzio ne trassero ispirazione. Sebbene fosse stato accusato di eresia a causa della sua successiva svolta a favore del montanismo, furono prodotti numerosi manoscritti, alcuni dei quali si sono conservati. Il fatto che il testo sia stato tradotto in greco all'inizio del III secolo dimostra anche l'importanza che gli veniva attribuita.
L'Apologeticum è sopravvissuto in due tradizioni distinte e in gran parte indipendenti. L'edizione critica di Heinrich Hoppe (1939) cerca di rendere giustizia a entrambe le versioni. Esistono due traduzioni in tedesco.

## Edizioni e traduzioni
- Carl Becker: Tertullian: Apologeticum, München 1952
- Tobias Georges: Tertullian. Apologeticum (= Kommentar zu frühchristlichen Apologeten (KfA). Band 11). Herder, Freiburg u. a. 2011, ISBN 978-3-451-29048-0 (deutsche Übersetzung mit ausführlichem Kommentar).
- Heinrich Hoppe: Quinti Septimi Florentis TERTULLIANI APOLOGETICUM, Wien/Leipzig 1939